# Stor-Kälsjön (Håsjö socken, Jämtland)
Stor-Kälsjön är en sjö i Bräcke kommun i Jämtland och ingår i Indalsälvens huvudavrinningsområde. Sjön har en area på 2,14 kvadratkilometer och ligger 298 meter över havet. Sjön avvattnas av vattendraget Kälån.

## Delavrinningsområde
Stor-Kälsjön ingår i det delavrinningsområde (698447-152760) som SMHI kallar för Utloppet av Stor-Källsjön. Medelhöjden är 326 meter över havet och ytan är 7,88 kvadratkilometer. Det finns ett avrinningsområde uppströms, och räknas det in blir den ackumulerade arean 35,74 kvadratkilometer. Kälån som avvattnar avrinningsområdet har biflödesordning 3, vilket innebär att vattnet flödar genom totalt 3 vattendrag innan det når havet efter 122 kilometer. Avrinningsområdet består mestadels av skog (66 procent). Avrinningsområdet har 2,13 kvadratkilometer vattenytor vilket ger det en sjöprocent på 27 procent.